# Cheiromeles parvidens
Cheiromeles parvidens  — вид рукокрилих родини молосових.

## Середовище проживання
Країни поширення: Індонезія, Філіппіни. Висотний діапазон поширення: 0—200 м над рівнем моря. Він часто був знайдений під час ночівлі в дуплах дерев. На Філіппінах ці рукокрилі, як відомо, ночують на кокосових пальмах, дуплах дерев, іноді в печерах. 

## Стиль життя
Комахоїдний: харчуються комахами з жорсткими хітиновими покривами тіла, має відносно коротку щелепу з нижньощелепним суглобом, розташована над рядом зубів. Рот має невеликий кут відкриття та потужні м'язи для закриття щелеп. Народжується двоє малюків за раз. 

## Загрози та охорона
Вирубка лісів є основною загрозою по всьому ареалі. Зустрічається в ряді природоохоронних територій.